# Lala
Lala là một thị xã và là nơi đặt ủy ban khu vực thị xã (town area committee) của quận Hailakandi thuộc bang Assam, Ấn Độ.

## Địa lý
Lala có vị trí 24°33′B 92°36′Đ / 24,55°B 92,6°Đ Nó có độ cao trung bình là 24 mét (78 feet).

## Nhân khẩu
Theo điều tra dân số năm 2001 của Ấn Độ, Lala có dân số 10.345 người. Phái nam chiếm 50% tổng số dân và phái nữ chiếm 50%. Lala có tỷ lệ 81% biết đọc biết viết, cao hơn tỷ lệ trung bình toàn quốc là 59,5%: tỷ lệ cho phái nam là 84%, và tỷ lệ cho phái nữ là 78%. Tại Lala, 11% dân số nhỏ hơn 6 tuổi.